# Notre-Dame de Laeken
Notre-Dame de Laeken, nederländska Onze-Lieve-Vrouwekerk van Laken, är en romersk-katolsk kyrka i Laeken i Bryssel. Den byggdes till minne av drottning Louise-Marie som var gift med Leopold I av Belgien. Kyrkan ligger i närheten av det kungliga residenset i Laeken och är begravningsplats för den belgiska kungafamiljen.
Byggnationen startade 1854 och var helt klar 1911.

## Kungliga gravar
- Leopold II av Belgien
- Astrid av Sverige
- Baudouin I av Belgien
- Elisabeth av Bayern (1876–1965)
- Prins Leopold
- Prins Baudoin